# Северная Осетия (газета)
«Се́верная Осе́тия» (до 1991 года — «Социалисти́ческая Осе́тия») — ежедневная информационно-аналитическая газета, издаваемая во Владикавказе и на всей территории Северной Осетии, Северного Кавказа и некоторых городов России.

## История
В июне 1917 года вышел первый номер революционной газеты «Красное Знамя», это событие и дало начало газете «Северная Осетия».
В 1918 году газете дали новое название «Народная власть», в связи с созданием Терского народного совета. В 1920 году редакции дали здание Общества взаимного кредита на углу Александровского проспекта и Евдокимовской улицы.
Последующие названия газеты:
- 1920—1921 — «Коммунист»;
- 1921—1924 — «Горская правда»;
- 1924—1933 — «Власть труда»;
- 1933—1939 — «Пролетарий Осетии»;
- 1939—1991 — «Социалистическая Осетия»;
- с 1991 — «Северная Осетия».

В газете в разные годы работали революционер С. М. Киров и писатель М. А. Булгаков, а также ряд классиков осетинской литературы.

## Главные редакторы
- Ольга Вышлова (1990—2010)
- Александр Торин (2010-2016)
- Алан Касаев (2016-2018)

## Награды
- Орден «Знак Почёта» (1967)[1]

## Премии
- На VI Всероссийском фестивале СМИ «Вся Россия-2001» в г. Санкт-Петербурге «Северная Осетия» признана лучшей региональной газетой в номинации «Акции газеты» с вручением диплома лауреата.
- На Международной профессиональной выставке «Пресса-2003» в Москве признана лауреатом национальной премии «Преемственность традиций».